# Comfama
Comfama es una caja de compensación en Colombia, organización sin ánimo de lucro fundada en 1954 en Medellín y con servicios en Antioquia.
Cuenta con aproximadamente un millón y cuatrocientos mil afiliados.

## Historia
Mediante la Ley 90 de 1946 se creó el Sistema de la Seguridad Social y el Instituto Colombiano de los Seguros Sociales, Coltejer fue una de las primeras empresas que aprobó el pago de forma directa de una compensación salarial para sus trabajadores.
En 1954, el dirigente sindical Antonio Díaz presentó una ponencia en el Quinto Plenum Nacional de la Unión de Trabajadores de Colombia. Más de 700 delegados de todo el país aprobaron por unanimidad la propuesta de fundar la primera Caja de Compensación Familiar de Colombia, con aportes del 1 % del salario de los trabajadores.
En 1956, El Gobierno Nacional, presidido por el General Gustavo Rojas Pinilla, expide el Decreto 0180 que instituyó normas y disposiciones para generalizar el establecimiento voluntario del subsidio familiar en todas las empresas del país.
En 1965, La Caja creó la Corporación de Educación Superior, Supereduca, para promover la educación superior y de carreras intermedias de los hijos de trabajadores
En 1969, Comfama entró a formar parte de la Asociación Nacional de Cajas de Subsidio Familiar (ASOCAJAS).
Se expide en este año la Ley 21 de 1982 donde se ratifica el carácter de prestación social que tiene el subsidio familiar y se amplió la cobertura de este régimen, extendiéndose a toda la población asalariada del país, se reiteró el carácter de corporaciones a la Cajas de Compensación, se le asignaron funciones de Seguridad Social.
La ley 100 de 1993 otorga a las Cajas de Compensación la posibilidad de formar parte del nuevo Sistema de Seguridad Social Integral, otorgándosele nuevos espacios en el Sistema de Pensiones y Salud, dando lugar posteriormente a la E.P.S. Famisanar Ltda y a ser socio accionista de Protección S.A. Con la expedición de la Ley del Plan de Gobierno las Cajas de Compensación Familiar actúan en colaboración con el gobierno en la atención integral de la niñez y la jornada escolar complementaria.
Con la expedición de la Ley 789 se modifica el Régimen de organización y funcionamiento de las Cajas de Compensación Familiar, en donde se destaca la creación del Fondo de promoción al empleo y protección al desempleo FONEDE y del fondo de atención integral a la niñez y jornada escolar complementaria FONIÑEZ con recursos de las Cajas.
En 2014 empezó a funcionar en Apartadó la Clínica Panamericana, primer centro hospitalario de alta complejidad de la región de Urabá, adquirida luego por Comfama en su totalidad en 2021.
En 2019 Comfama adquirió el CESDE, institución fundada en 1972 y destacada en el país por sus contenidos académicos y su propuesta de conexión empresarial.